# Who Do You Love Now?
Who Do You Love Now? — танцевальная композиция австралийской певицы Данни Миноуг и голландского проекта Riva. Первоначально выпущенная синглом, песня позже была включена в альбом Neon Nights. На данный момент считается пожалуй самым популярным международным хитом Данни.
Трек спродюсирован голландским проектом Riva и вышел синглом в ноябре 2001 года. Сингл достиг третьей позиции в UK Singles Chart и продался тиражом в 200000 копий, став «Серебряным» по версии BPI. Заслужив положительные отзывы музыкальных критиков, сингл занял высокие позиции во многих национальных чартах Европы, Австралии и Америки, где возглавил U.S. Billboard Hot Dance Music/Club Play Chart. После триумфа «Who Do You Love Now?» Данни привлекла внимание знаменитых звукозаписывающих лейблов, и в итоге заполучила контракт с «London Records».
Для Канады, Данни записала франкоязычную версию песни — «Est-Ce Que Tu M’Aimes Encore», которая так и не появилась там, зато позже была выпущена в качестве b-side для сингла «I Begin To Wonder» во Франции.

## Клип
Стильный, яркий клип на песню «Who Do You Love Now?» был снят с использованием компьютерной графики. Клип был выпущен на DVD в 2006 году для сборника хитов The Hits & Beyond, а годом позже на Dannii Minogue: The Video Collection.

## Позиции в чартах
| Чарты (2001)                             | Наивысшая позиция |
| ---------------------------------------- | ----------------- |
| U.S. Billboard Hot Dance Music/Club Play | 1                 |
| UK Singles Chart                         | 3                 |
| Belgian Singles Chart                    | 10                |
| German Singles Chart                     | 14                |
| Australian ARIA Singles Chart            | 15                |
| Canadian Singles Chart                   | 19                |
| Swedish Singles Chart                    | 25                |
| Austrian Singles Chart                   | 35                |
| Swiss Singles Chart                      | 40                |